# Nhân văn số

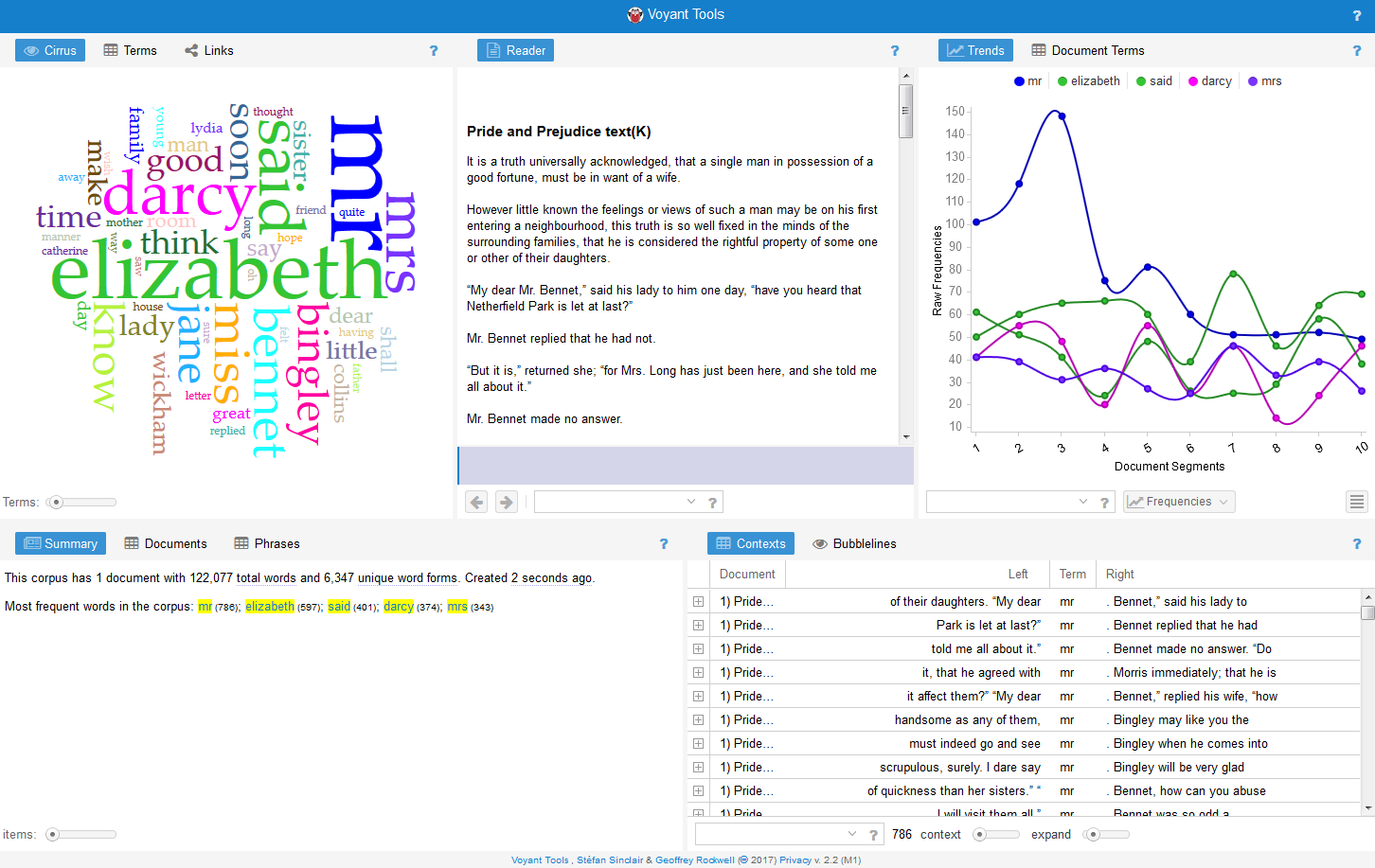
Ví dụ về một chương trình phân tích văn bản dùng để nghiên cứu một cuốn tiểu thuyết -- với Kiêu hãnh và Định Kiến của Jane Austen trong [http://voyant-tools.org Voyant Tools

Nhân văn số (NVS) là một lĩnh vực học thuật nằm ở vùng giao thoa của khoa học máy tính hoặc kỹ thuật số và các ngành của nhân văn. Nó có thể được hiểu là những phương pháp học thuật mới bao gồm hợp tác, liên ngành, và nghiên cứu, giảng dạy, và xuất bản với sự giúp đỡ của máy tính. Nó mang đến các công cụ và phương pháp kỹ thuật số cho việc nghiên cứu nhân văn với việc nhìn nhận rằng văn bản giấy không còn là phương tiện chính để sản xuất và phổ biến kiến thức.
 Bằng việc tạo ra và sử dụng các ứng dụng và kỹ thuật mới, NVS tạo ra các phương thức giảng dạy và nghiên cứu mới, trong khi đồng thời nghiên cứu và phê bình cách chúng tác động đến di sản và văn hóa số. Như Vậy, một nét đặc trưng của NVS là nuôi dưỡng mối quan hệ hai chiều giữa các nhân văn và các kỹ thuật số: lĩnh vực này vừa sử dụng công nghệ trong việc theo đuổi các nhân văn nghiên cứu vừa soi chiếu công nghệ dưới nhãn quan nhân văn học, thường là cùng một lúc.

## Định nghĩa
Định nghĩa của nhân văn số vẫn tiếp tục được xây dựng bởi các học giả và người thực hành. Bởi vì lĩnh vực này không ngừng phát triển và thay đổi, định nghĩa có thể nhanh chóng trở nên lỗi thời hoặc giới hạn tiềm năng tương lai một cách không cần thiết. Tập thứ hai của Debates in the Digital Humanities (Các Tranh luận về Nhân văn số, 2016) thừa nhận những khó khăn trong việc định nghĩa lĩnh vực này: "Cùng với các kho lưu trữ số, phân tích định lượng, và các dự án xây dựng công cụ từng là đặc trưng của lĩnh vực, NVS giờ bao gồm một loạt các phương pháp và thực hành: hình hóa các bộ hình lớn, mô hình hóa 3D các di tích lịch sử, luận văn 'nguyên gốc số', hoạt động xã hội bằng hashtag và việc phân tích nó, trò chơi thực tại khác và nhiều hơn nữa. Trong cái gọi là 'ngôi nhà lớn' NVS, khó có thể xác định với bất kỳ độ cụ thể nào, chính xác một công trình nhân văn số cần phải có cái gì."

## Giá trị và Phương pháp
Mặc dù các dự án và sáng kiến nhân văn số rất đa dạng, chúng thường phản ánh các giá trị và các phương pháp chung. Chúng có thể có ích trong việc hiểu lĩnh vực khó định nghĩa này.
Giá trị
- Phê phán và Lý thuyết
- Từng bước và Thử nghiệm
- Hợp tác và Phân tán
- Đa phương tiện và Trình diễn
- Mở và Dễ tiếp cận

Phương pháp
- Enhanced Critical Curation
- Augmented Editions and Fluid Textuality
- Quy mô: Quy Luật của Số Lớn,
- Xa/Gần, Vĩ mô/Vi mô, Nông/Sâu
- Phân tích Văn hóa, Tập hợp, và Khai phá Dữ liệu
- Hình hóa và Thiết kế Dữ liệu
- Locative Investigation and Thick Mapping
- The Animated Archive
- Distributed Knowledge Production and Performative Access
- Humanities Gaming
- Nghiên cứu Mã, Phần mềm và Nền tảng
- Cơ Sở Dữ Liệu Tài liệu
- Repurposable Content and Remix Culture

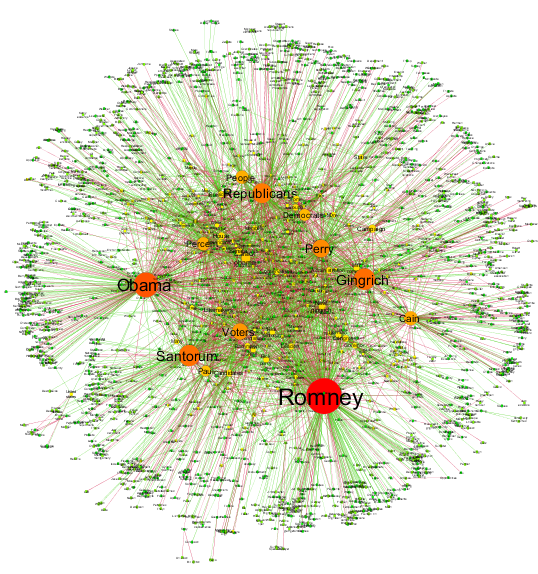
Mạng tường thuật (narrative network) của các cuộc bầu cử ở Hoa Kỳ năm 2012

- Cơ sở Hạ tầng Phổ biến
- Học thuật Phổ biến.

## Công cụ

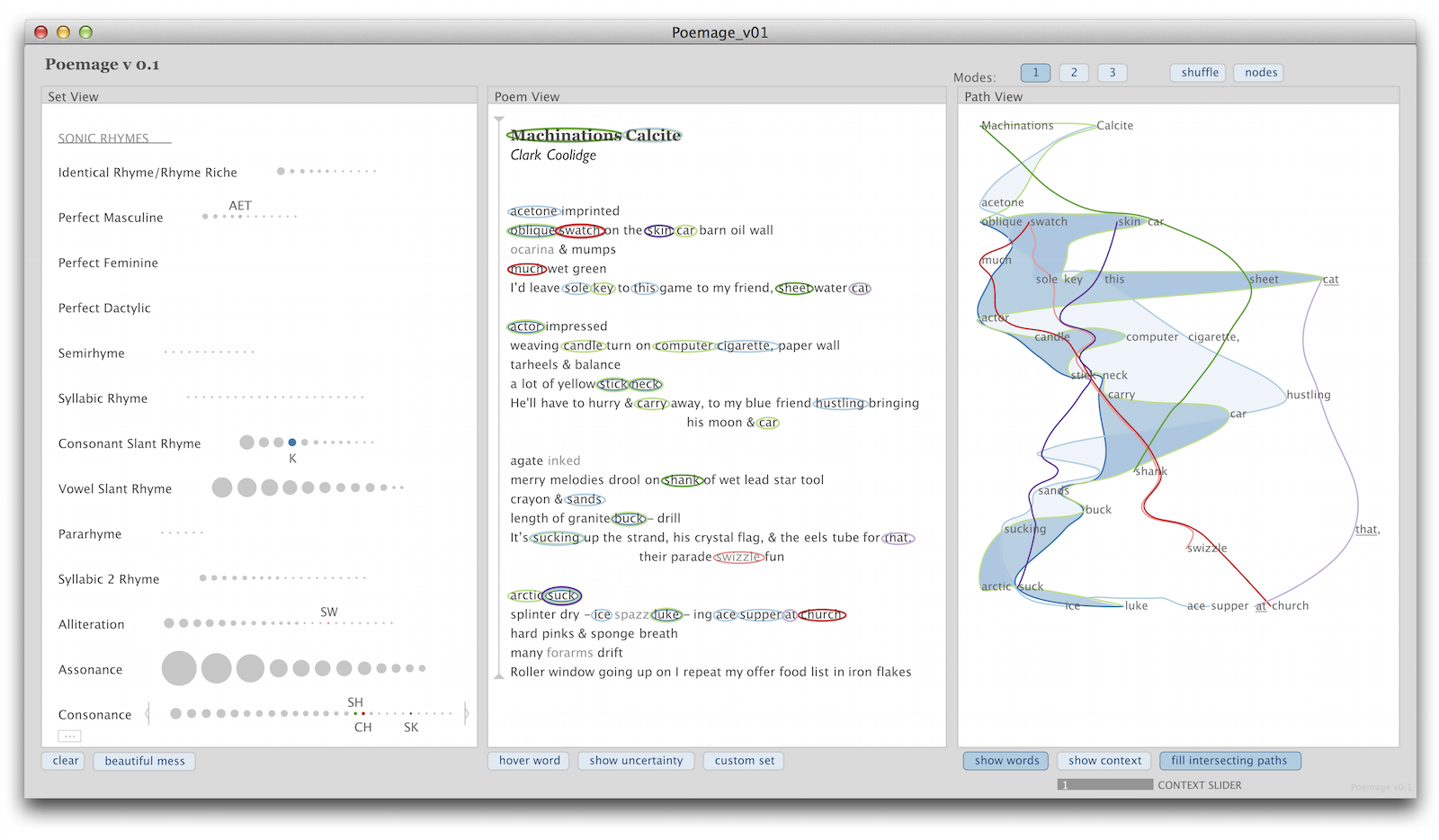
Ví dụ về một công cụ hình hóa sử dụng để nghiên cứu thơ theo cách mới với [http://www.sci.utah.edu/~nmccurdy/Poemage/ Poemage

## Dự án
Kho lưu trữ số
Dự án nữ văn sĩ (Women Writers Project, bắt đầu vào năm 1988) là một dự án nghiên cứu dài hơi để làm thông tin về các nhà văn nữ trước-Victoria có thể truy cập dễ hơn qua một bộ sưu tập điện tử của văn bản hiếm. Kho Walt Whitman (bắt đầu năm 1990) tìm cách tạo ra một phiên bản siêu văn bản và học thuật của các tác phẩm của Whitman và giờ có cả hình ảnh, âm thanh, và tập hợp các bài phê bình Whitman. Kho Emily Dickinson (bắt đầu trong 2013) là một bộ sưu tập ảnh độ phân giải cao các bản thảo thơ của Dickinson cũng như từ vựng tìm kiếm được gồm 9.000 từ xuất hiện trong các bài thơ của bà. 

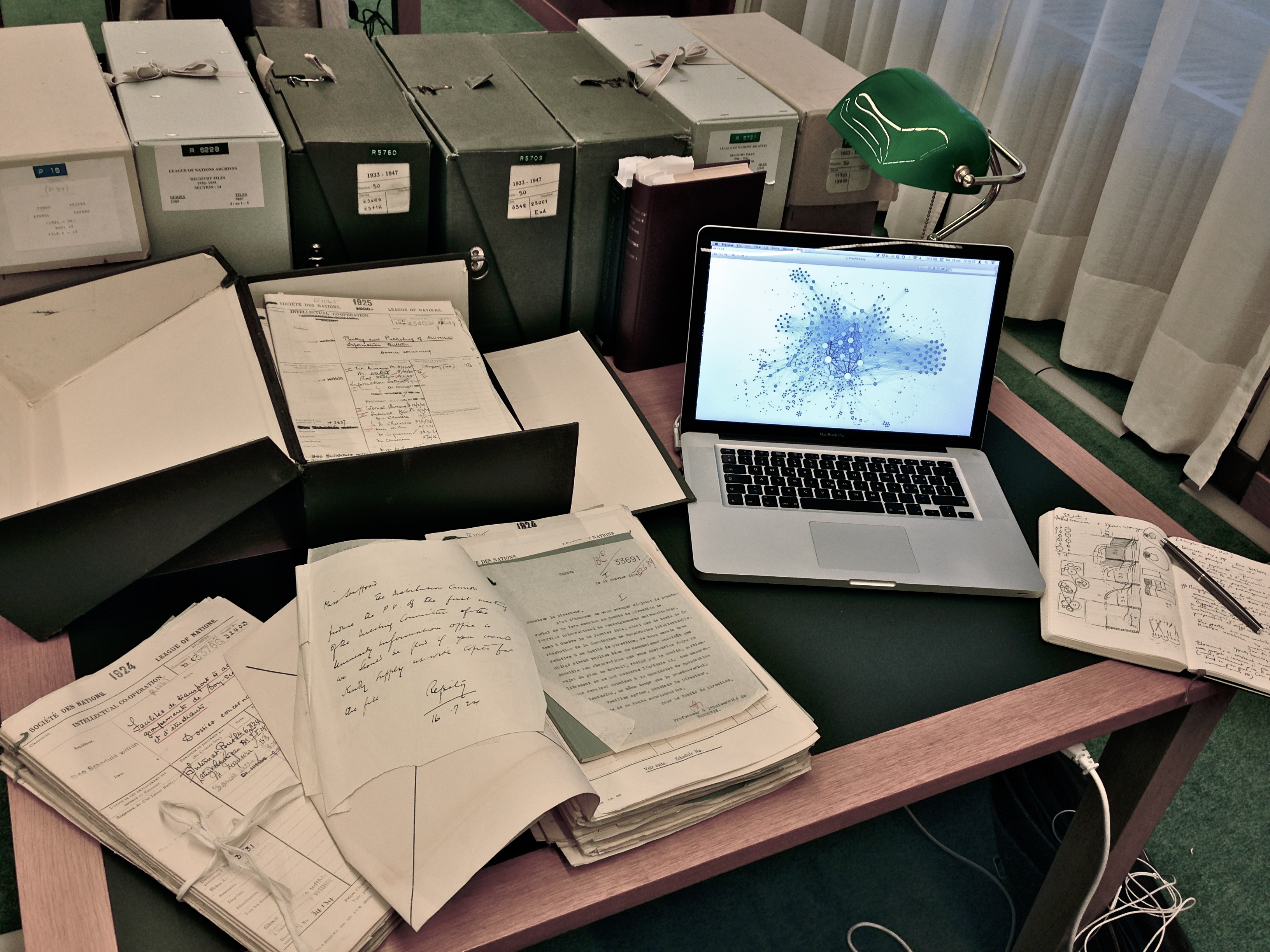
Ví dụ về phân tích mạng như một lưu trữ công cụ tại Giải của Quốc gia.

Khai phá, phân tích, và hình hoá văn bản

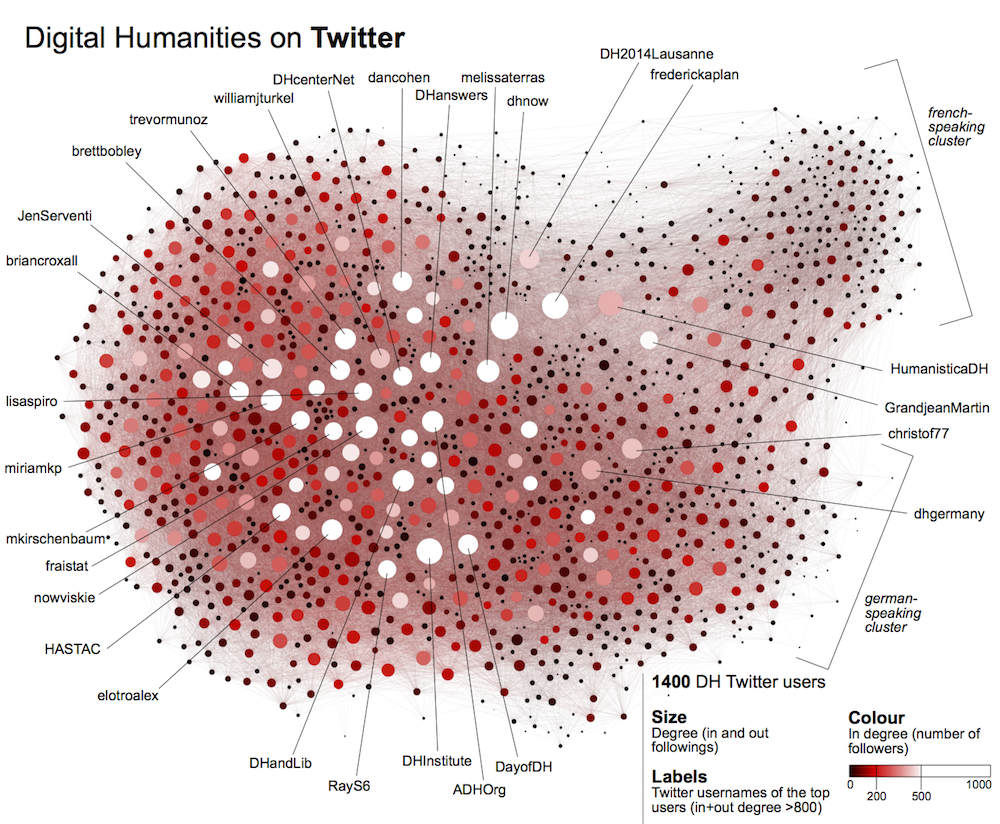
Phân tích mạng: biểu đồ của người dùng Twitter trong ngành nhân văn số

WordHoard (bắt đầu trong năm 2004) là một ứng dụng miễn phí cho phép người dùng học giả nhưng không thông thạo kỹ thuật có thể đọc và phân tích văn bản gán-nhãn-sâu theo cách mới bao gồm cả các kinh điển như thần thoại Hy Lạp, Chaucer, Shakespeare và Spencer. Dự án Cộng hòa c hữ cái (bắt đầu trong năm 2008) tìm cách để hình hóa mạng xã hội của các tác gia khai sáng thông qua một bản đồ tương tác và các công cụ trực quan. Kỹ thuật phân tích mạng và hình hóa dữ liệu cũng được sử dụng cho sự phản chiếu bản thân lĩnh vực – các nhà nghiên cứu có thể tạo ra bản đồ mạng lưới của các tương tác mạng xã hội hoặc infographics từ dữ liệu về các học giả và dự án nhân văn số.